# دهستان رضاقلی قشلاق
دهستان رضاقلی قشلاق یا دهستان یورتچی شمالی نام دهستانی در بخش مرکزی شهرستان نیر، استان اردبیل در ایران است. براساس سرشماری مرکز آمار ایران در سال ۱۳۸۵، جمعیت آن ۲۵۲۲ نفر (۵۹۰ خانوار) بوده‌است.